# Soleček
Soleček je malá vesnice, část obce Kněžmost v okrese Mladá Boleslav. Nachází se asi dva kilometry jihovýchodně od Kněžmostu. Vesnicí vede silnice II/268. Soleček leží v katastrálním území Solec o výměře 3,21 km².

## Historie
První písemná zmínka o vesnici pochází z roku 1383.